# 영양 현이리 오층모전석탑
영양 현이리 오층모전석탑(英陽 縣二里 五層模塼石塔)은 대한민국 경상북도 영양군 현2리에 있는 모전석탑이다. 1972년 12월 29일 경상북도의 유형문화재 제12호로 지정되었다.

## 개요
영양읍 현2리에 서 있는 5층 석탑으로, 돌을 벽돌모양으로 다듬어 쌓아 올렸다. 전탑(塼塔)을 모방하였다 하여 모전석탑(模塼石塔)으로 분류되며, 나즈막한 1층 기단(基壇) 위에 5층의 탑신(塔身)을 세운 모습이다.
탑신의 1층 몸돌 동쪽면에는 감실(龕室)을 설치하였고, 그 입구 양 기둥에는 덩굴무늬를 장식하였다. 탑신의 2층까지만 남아 있던 것을 새로이 복원해 놓은 것으로, 꼭대기에는 노반(露盤), 복발(覆鉢), 보주(寶珠)가 차례로 얹혀져 머리장식을 하고 있다.
고려시대에 조성된 것으로 추정되는 이 탑은 흑회색의 점판암 재질과 둔탁한 겉모습이 어우러져 육중한 느낌을 자아낸다.

## 같이 보기
- 영양 산해리 오층모전석탑 - 국보 제187호
- 영양 삼지리 모전석탑 - 경상북도 유형문화재 제471호

## 참고 자료
- 현이동모전오층석탑 - 국가유산청 국가유산포털